# Красное (Родниковский район)
Красное — село в Родниковском районе Ивановской области России, входит в состав Каминского сельского поселения.

## География
Село расположено на берегу речки Молчна в 15 км на север от райцентра города Родники.

## История
Каменная Покровская церковь в селе с колокольней и оградой была построена в 1799 году на средства дворянина Андрея Михайловича Поливанова. Престолов было три: в честь Покрова Пресвятой Богородицы, в честь Введения во храм Пресвятой Богородицы и во имя святителя Николая Чудотворца. 
В конце XIX — начале XX века село входило в состав Острецовской волости Нерехтского уезда Костромской губернии, с 1918 года — в составе Иваново-Вознесенской губернии.
С 1924 года село являлось центром Красновского сельсовета Родниковского района, с 1954 года — в составе Михайловского сельсовета, с 2005 года — в составе  Каминского сельского поселения.

## Население
| 1872 | 1897 | 1907 | 2002 | 2010 |
| ---- | ---- | ---- | ---- | ---- |
| 118  | ↘113 | ↘112 | ↘51  | ↘39  |

## Достопримечательности
В селе расположена недействующая Церковь Покрова Пресвятой Богородицы (1799).